# Nebenklassengraph
Der Nebenklassengraph ist ein graphentheoretisches Hilfsmittel der Gruppentheorie. Durch ihn können einige gruppentheoretische Sachverhalte anschaulich und einfach formuliert werden. In der Vergangenheit konnten einige Beweise durch ihn vereinfacht und stark verkürzt werden.

## Definition
Sei {\displaystyle G} eine Gruppe, {\displaystyle n\in \mathbb {N} } und seien {\displaystyle P_{1},...,P_{n}} Untergruppen von {\displaystyle G}. Sei {\displaystyle \Gamma } der Graph mit Eckenmenge {\displaystyle X(\Gamma ):=\{P_{i}x|1\leq i\leq n,x\in G\}}, aller Nebenklassen nach den {\displaystyle P_{i}}, und der Kantenmenge {\displaystyle K(\Gamma ):=\{\{\alpha ,\beta \}|\alpha \neq \beta \in X(\Gamma ),\alpha \cap \beta \neq \emptyset \}}. Dann heißt {\displaystyle \Gamma } der Nebenklassengraph nach den {\displaystyle P_{i}}.

## Eigenschaften von Γ
{\displaystyle G} operiert vermöge Rechtsmultiplikation auf {\displaystyle X(\Gamma )} und {\displaystyle K(\Gamma )}. Man spricht dabei häufig von der Operation von {\displaystyle G} auf {\displaystyle \Gamma }, wobei aus dem Zusammenhang zu erkennen ist, welche der beiden Operationen gemeint ist. In den meisten Fällen ist von der Operation auf der Eckenmenge die Rede.
Die Operation von {\displaystyle G} auf {\displaystyle \Gamma } zerfällt in {\displaystyle n} Bahnen, wobei {\displaystyle P_{1},...,P_{n}} jeweils einen Repräsentanten dieser Bahnen darstellen. (Insbesondere ist {\displaystyle \Gamma } n-partit mit Partitionen {\displaystyle \{P_{i}x|x\in G\}}).

### Bezeichnungen
Sei {\displaystyle \alpha \in \Gamma }. Dann bezeichne {\displaystyle \alpha ^{G}} die Bahn von {\displaystyle \alpha } unter {\displaystyle G} und {\displaystyle G_{\alpha }} den Stabilisator von {\displaystyle \alpha } in {\displaystyle G}.
Mit {\displaystyle \Delta (\alpha )} sei die Menge der Nachbarn von {\displaystyle \alpha } bezeichnet.

### Einfache Eigenschaften
Sei {\displaystyle \alpha \in \Gamma }. Dann gilt:
- {\displaystyle G_{\alpha }} ist zu einem der {\displaystyle P_{i}} konjugiert. Genauer: Ist {\displaystyle \alpha =P_{i}x}, so ist {\displaystyle G_{\alpha }=P_{i}^{x}}.
- Die Operation von {\displaystyle G} auf den Kanten ist transitiv.
- {\displaystyle G_{\alpha }} operiert transitiv auf {\displaystyle \Delta (\alpha )}.
- Der größte Normalteiler von {\displaystyle G}, der in {\displaystyle \bigcap P_{i}} liegt, ist der Kern der Operation von {\displaystyle G} auf {\displaystyle \Gamma }.

### Satz
Der folgende Satz zeigt, wie die oft etwas unhandliche Erzeugniseigenschaft in Gruppen mit Hilfe des Nebenklassengraphen in eine einfache graphentheoretische Eigenschaft umformuliert werden kann.
{\displaystyle \Gamma } ist genau dann zusammenhängend, wenn {\displaystyle G=\langle P_{1}\cup \cdots \cup P_{n}\rangle } ist.

## Anwendung
Eine wesentliche Anwendung erfährt der Nebenklassengraph in der so genannten Amalgam-Methode, bei der die Untersuchung der Gruppe {\displaystyle G} reduziert wird auf die Untersuchung von Untergruppen {\displaystyle P_{i}}.
Diese Reduktion schafft insofern Vorteile, als dass die Gruppe {\displaystyle G} unendlich sein darf. Solange nur die {\displaystyle P_{i}} endlich sind, stehen sämtliche Sätze und Methoden der endlichen Gruppentheorie zur Verfügung.